# Les Artisans du Rebut global
 (mai 2023).
Les Artisans du Rebut global est une émission de télévision québécoise de type télé réalité documentaire en treize épisodes de trente minutes, diffusée aux chaînes de Télé-Québec. Les Artisans est la première partie de la série Le Rebut global. Les cinq volontaires doivent construire une maison de manière écologique avec des objets puisés à même les rebuts. La maison trône sur le sommet du mont Arthabaska et appartient à la communauté.

## Description
Les Artisans du Rebut global ont pour mission de construire une maison à partir principalement de matériaux recyclés ou trouvés dans les rebuts. Ils disposent de 65 jours et d'un budget de 15 000 dollars CAD afin de créer un bâtiments qu'ils donneront par la suite à la communauté. À la fin des treize épisodes, les Artisans remettent symboliquement une clef de la maison à tous les gens présents lors de la journée porte ouverte.
Les émissions sont entrecoupées de petits reportages thématiques en rapport avec l'étape où les Artisans travaillent à l'érection de la maison. Narrée par le philosophe Jacques Languirand et l'animatrice Caroline Boyer, la série est une production de Télé-Québec, avec l'aide financière de Fonds canadien de télévision, Fonds Québecor, la SODEC et les gouvernements du Québec et du Canada. Les treize épisodes de 25 minutes sont tournés en couleur avec XDCAM et disponibles en coffrets DVD.

## Épisodes
1. La prémisse
2. Une base solide
3. L'ossature
4. Un toit sur le tête
5. Le projet enfin galvanisé
6. Quand le soleil dit bonjour
7. So, so, so... solidarité
8. Donne-moi tes nouvelles
9. La maison isolée... de tous
10. Récupérée mur à mur
11. C'est en dedans que t'es belle
12. Les moyens justifient la fin
13. Des déchets et des hommes

## Participants
- Michel Bergeron : designer industriel dans les domaines de l'autoconstruction et de l'architecture écologique.
- Yves Dubreuil : menuisier-charpentier, diplômé de l’École nationale de théâtre en décoration.
- Karine Lanoie-Brien : communicatrice écologique, coordinatrice et responsable du budget
- Chantale Larivière : menuisière
- Marc Ricard : directeur artistique

## Distinctions
- Nomination au 26e Festival international de télévision de Banff
- Phénix de l'environnement
- Prix Gémeaux